# Matthew Mortensen
Matthew Mortensen, né le 11 décembre 1985, est un lugeur américain.

## Carrière
Il fait ses débuts internationaux en 2005 en participant à la Coupe du monde en simple. Il se consacre à partir de 2007 uniquement à la spécialité du double.
Aux Jeux olympiques d'hiver de 2014, il fait équipe avec Preston Griffall et se place au 14e rang du double.
Par la suite, il change de partenaire pour Jayson Terdiman.

## Palmarès

### Championnats du monde
- : Médaille d'argent par équipe en 2017.

### Coupe du monde
- 4 podiums en double : 
  - en double :  2 deuxièmes places.
  - en sprint :  2 troisièmes places.
- 8 podiums en relais :  6 deuxièmes places et 2 troisièmes places.